# 程祿
程祿，陝西省西安府長安縣人，清朝政治人物、同進士出身。
光緒六年（1880年），参加庚辰科殿試，登進士三甲第144名。同年五月，著分部學習。